# Calvaire de Montertelot
Le calvaire de Montertelot est situé au bourg de  Montertelot dans le Morbihan.

## Historique
Le calvaire de Montertelot fait l’objet d’une inscription au titre des monuments historiques depuis le 30 mai 1927.